# Crotalus willardi
Crotalus willardi es una serpiente de cascabel de la familia Viperidae. Es una de las serpientes de cascabel de México y su mordedura es venenosa. Pertenece al género Crotalus que se caracteriza por tener un “cascabel” en la cola. Como los de su género, posee fosetas sensoriales de detección infrarroja. Los machos adulto alcanzan hasta 55 cm y las hembras son un poco más pequeñas. Su color es marrón rojizo color óxido, amarillento o grisáceo con 18 a 45 manchas dorsales castaño oscuro o marrón chocolate bordeadas con pigmento marrón oscuro y/o negro. El iris es marrón amarillento moteado con negro. Tiene un patrón muy característico de esta especie de rayas fasciales pálidas aunque varía entre las poblaciones. Habita desde el sur de Arizona hasta el norte de Zacatecas